# 札幌ナナイロ
札幌ナナイロ（さっぽろナナイロ、英: sapporo nanairo）は、札幌市中央区にある商業施設。旧称は「コスモ」（COSMO）。

## 沿革
「コスモ」の名称は、開業と同じ年の「アポロ11号」による月面着陸が大きな出来事となっていたことに由来している。当初は共同店舗ビル（寄合百貨店）として狸小路商店街や札幌駅前通に面していた店（「三兼」「ギンザ洋装店」「内藤鞄店」「名取川靴店」「土肥履き物店」「丸久洋品店」）がテナントの中心であった。
- 1969年（昭和44年）：「コスモ」（COSMO）として開業[3]。
- 1976年（昭和51年） : リニューアルオープン[4]。
- 2012年（平成24年）：ドン・キホーテが子会社を通じて買収[5]。
- 2013年（平成25年）：「札幌ナナイロ」と改称。
- 2015年（平成27年）：日本アセットマーケティング（ドンキホーテホールディングス）が取得[6]。

## テナント
- 6F : コミック&インターネットカフェ
- 5F : カラオケ
- 4F : ネイルサロン、まつ毛エクステンション、写真スタジオ（営業写真館）、ヨガ教室、マッサージ、占い
- 3F : パチンコ&スロット
- 2F : パチンコ&スロット
- 1F : パチンコ&スロット、飲食店、携帯電話アクセサリー
- BF : パチンコ&スロット、金券ショップ、漢方専門店

## アクセス
国道36号（札幌駅前通）・狸小路商店街交点に位置しており、「さっぽろ地下街」（ポールタウン）に直結している。
- 札幌市電「狸小路停留場」下車
- 札幌市営地下鉄大通駅・すすきの駅から徒歩約5分

## 参考資料
- 『さっぽろ文庫』 36 狸小路、札幌市。2017年9月19日閲覧。